# Stena Line

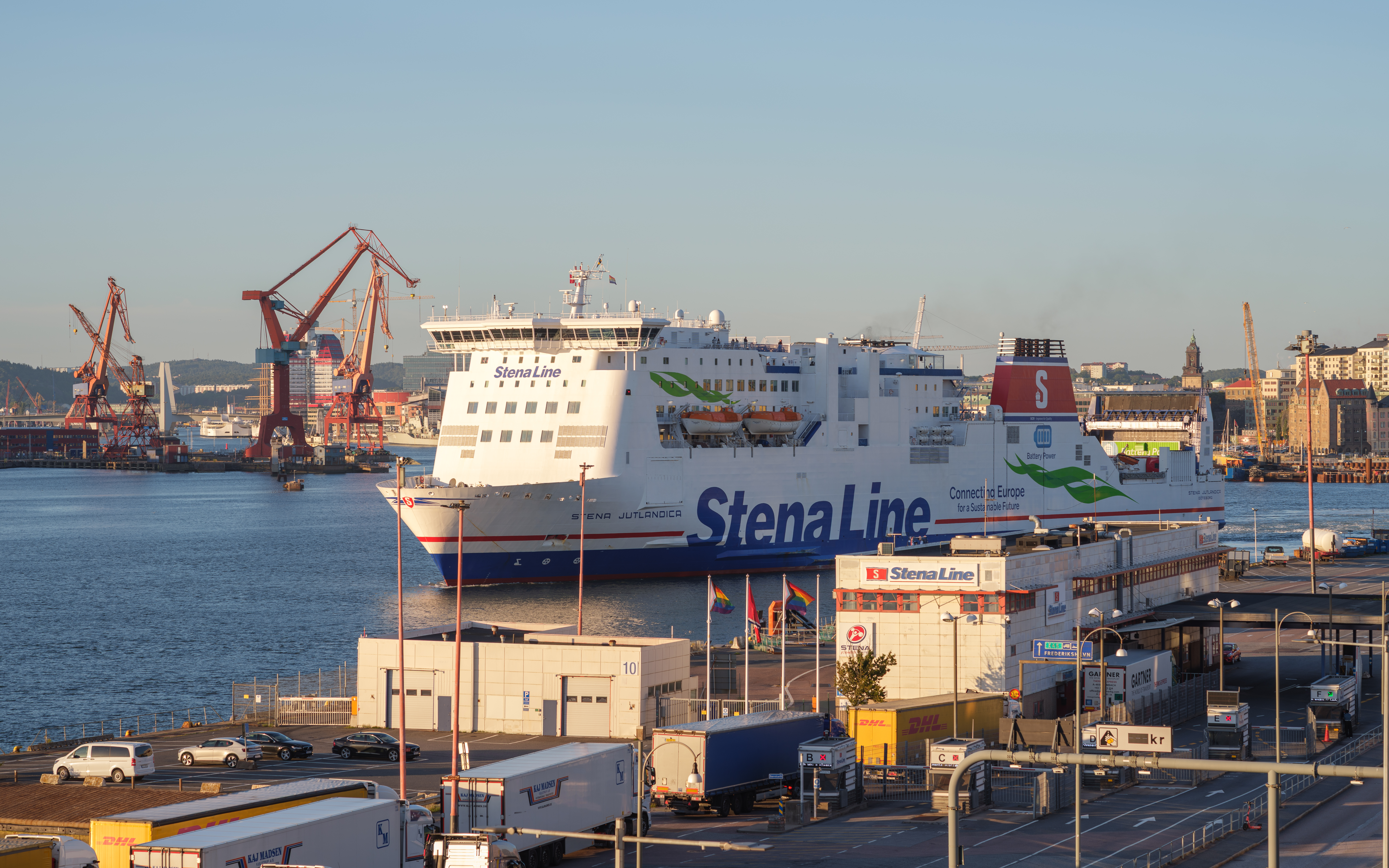
Stena Jutlandica på Göta älv.

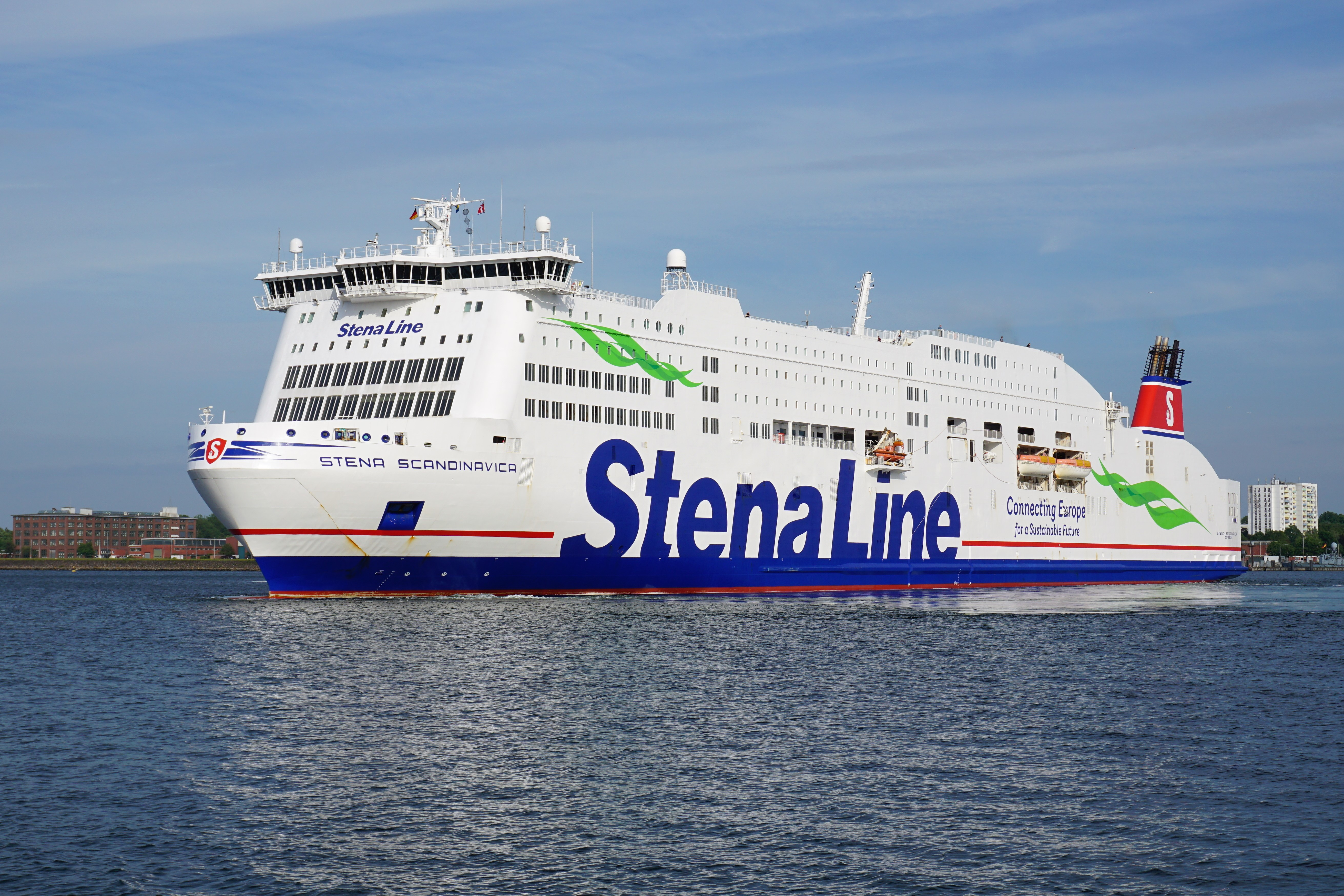
M/S Stena Scandinavica

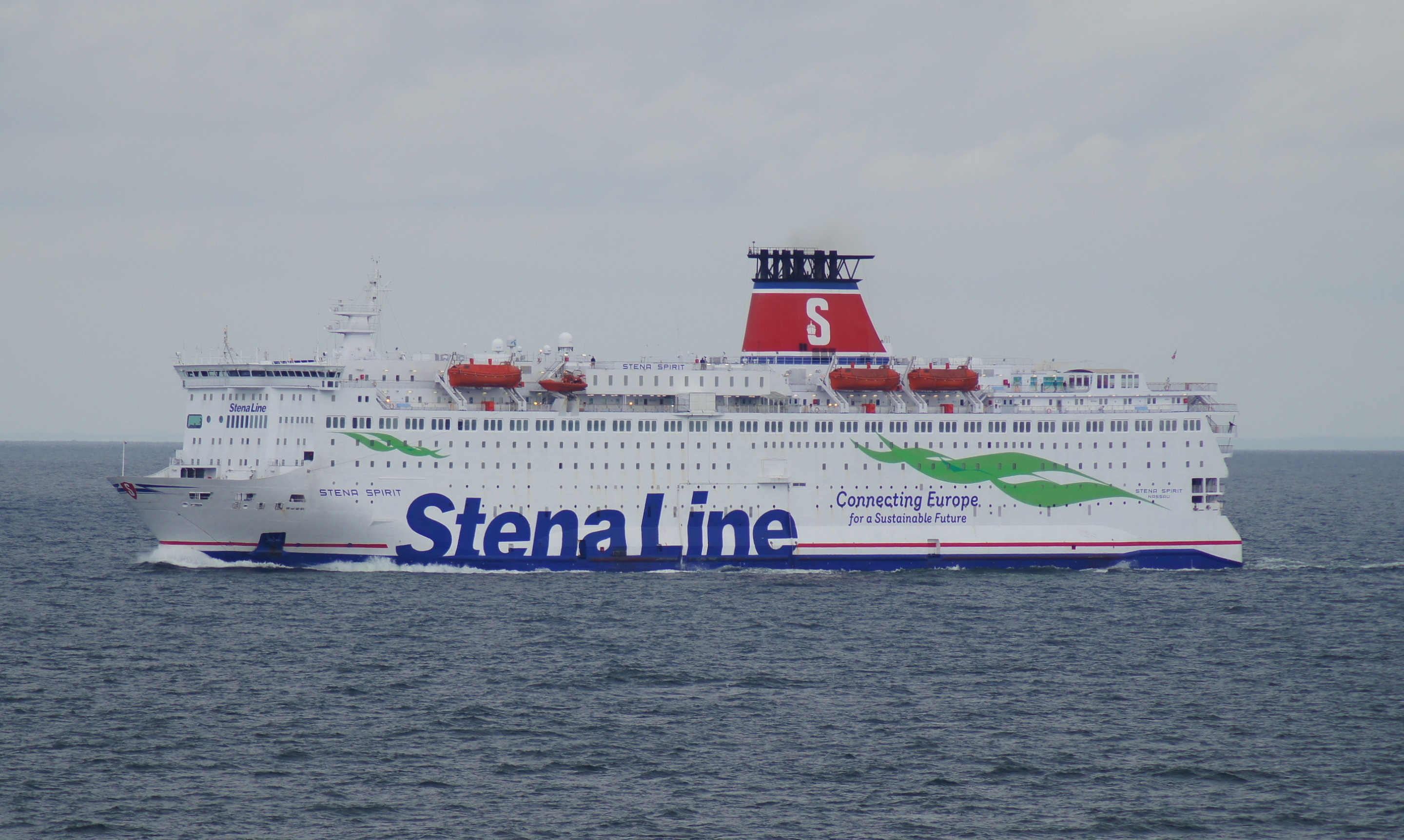
M/S Stena Spirit

Stena Line är ett svenskt rederi som bedriver linjetrafik i Nordeuropa. 

## Historik

### Bakgrund
Den 17 augusti 1873 startade den första reguljära trafiken mellan Göteborg och Frederikshavn genom ångaren Vulcan, förd av kapten Gustaf Hjärne och öppnad av göteborgsfirman Edgren & Wahlström. Varje söndag, tisdag och fredag klockan 7 på morgonen avgick man därefter till Fredrikshamn och återvände varje måndag, onsdag och lördag klockan 15 till Göteborg. Bakgrunden till att intresset hade ökat för en Frederikshavnslinje var Västra stambanans anslutning till Göteborg den 4 november 1862 samt Danska statsbanans anslutning till Frederikshavn den 15 augusti 1871. Redan den 7 april 1874 avgick dagliga turer, där överfarten tog fem timmar.

### Stena
Sten A. Olsson hade redan på 1950-talet ett rederi som sysslade med metallfrakter av återvinningstyp. Rederiet var en del i det tidiga Stena Metalls verksamhet. Under tidigt 1960-tal gjordes ett försök av en dansk redare att starta en linje mellan Göteborg och Skagen, kallat Skagenlinjen. Försöket slutade i en konkurs, men inspirerade Sten A. Olsson att återuppta försöket. 1964 gick de första Skagenbåtarna ägda av Sten A. Olsson. Det var ombyggda fraktbåtar som hade många hemmafruar som passagerare. Det var en slags gränshandel mellan Danmark och Sverige, som vid denna tid var valutamässigt stark.
Under åren som följde inköptes bilfärjor som styrdes om till destinationen Frederikshavn. De blev en allvarlig konkurrent till Sessanlinjen som utgick från Majnabbe. Förvärvandet av den centrala kajplatsen nära Järntorget i Göteborg förstärkte konkurrensläget.
Stena Line grundades av Sten A. Olsson i Göteborg år 1962 och år 1967 gick linjen Göteborg–Kiel i drift. År 1982 köpte man upp Sessanlinjen i Göteborg och Tysklandsterminalen anlades på Sessans gamla plats. Senare linjer har man förvärvat genom företagsuppköp. Stena Line är nu verksamma i hela Europa: Sverige, Danmark, Lettland, Litauen, Norge, Tyskland, Polen, Storbritannien, Irland och Nederländerna. I Stenakoncernen ingår även andra företag, som till exempel Stena Metall, Stena RoRo, Stena Bulk, HH-Ferries, Stena Fastigheter, Stena Drilling och Northern Marine Management. Stena Line är idag ett av de största färjerederierna i världen. Förutom passagerartrafik har man en omfattande fraktverksamhet på åtskilliga nordeuropeiska linjer. År 2014 skeppade Stena Line över 14 miljoner passagerare, 3 miljoner bilar och 2 miljoner fraktenheter.
[källa behövs]
16 mars 2020 varslade Stena Line 950 personer ur personalen till följd av den kraftigt minskade efterfrågan på resor i och med Coronavirusutbrottet 2019–2021

### Undercover Boss
År 2012 medverkade dåvarande VD:n Gunnar Blomdahl i tv-programmet Undercover Boss. I programmet arbetade Blomdahl inkognito för att uppleva företaget på en ny nivå. Han arbetade "på golvet" med städpersonal, vaktmästare och kökspersonal. Han utgav sig för att vara Per Hansen, en norsk man på jakt efter ett nytt jobb. Programmet sändes den 6 augusti 2012 i Channel 4 i Storbritannien och 22 december 2016 i svenska TV8.

## Linjer

### Sverige–Danmark
- Färjelinjen Göteborg–Frederikshavn (Stena Jutlandica, Stena Danica, Stena Vinga, (Stena Carisma År 2005-2013).
- Färjelinjen Halmstad–Grenå (Stena Nautica)

### Sverige–Tyskland
- Färjelinjen Göteborg–Kiel (Stena Germanica, Stena Scandinavica)
- Trelleborg–Rostock (M/S Mecklenburg-Vorpommern, M/S Skåne)

### Sverige–Polen
- Karlskrona–Gdynia (Stena Ebba, Stena Estelle, Stena Spirit, Stena Nordica)

### Sverige–Lettland
- Nynäshamn–Ventspils (Scottish Viking, Stena Flavia)

### Lettland–Tyskland
- Liepāja–(Karlskrona)–Travemünde (Urd, Stena Gothica) [8]

### Nederländerna–Storbritannien
- Hoek van Holland–Harwich (Stena Hollandica, Stena Britannica)
- Hoek van Holland–Killingholme (Stena Transit, Stena Transporter)
- Rotterdam–Harwich (Misana, Somerset)
- Rotterdam–Killingholme (Stena Misida, Stena Forerunner)

### Storbritannien–Irland
- Cairnryan–Belfast (Stena Superfast VII, Stena Superfast VIII)
- Liverpool–Belfast (Stena Edda, Stena Mersey, Stena Forecaster)
- Heysham–Belfast (Stena Hibernia, Stena Scotia)
- Holyhead–Dublin (Stena Adventurer, Stena Superfast X)
- Fishguard–Rosslare (Stena Europe)

### Irland–Frankrike
- Cherbourg–Rosslare (Stena Horizon)

## Tidigare linjer

### Kanada–USA
- Victoria–Seattle (november 1988–november 1990)[9]

## Fartyg

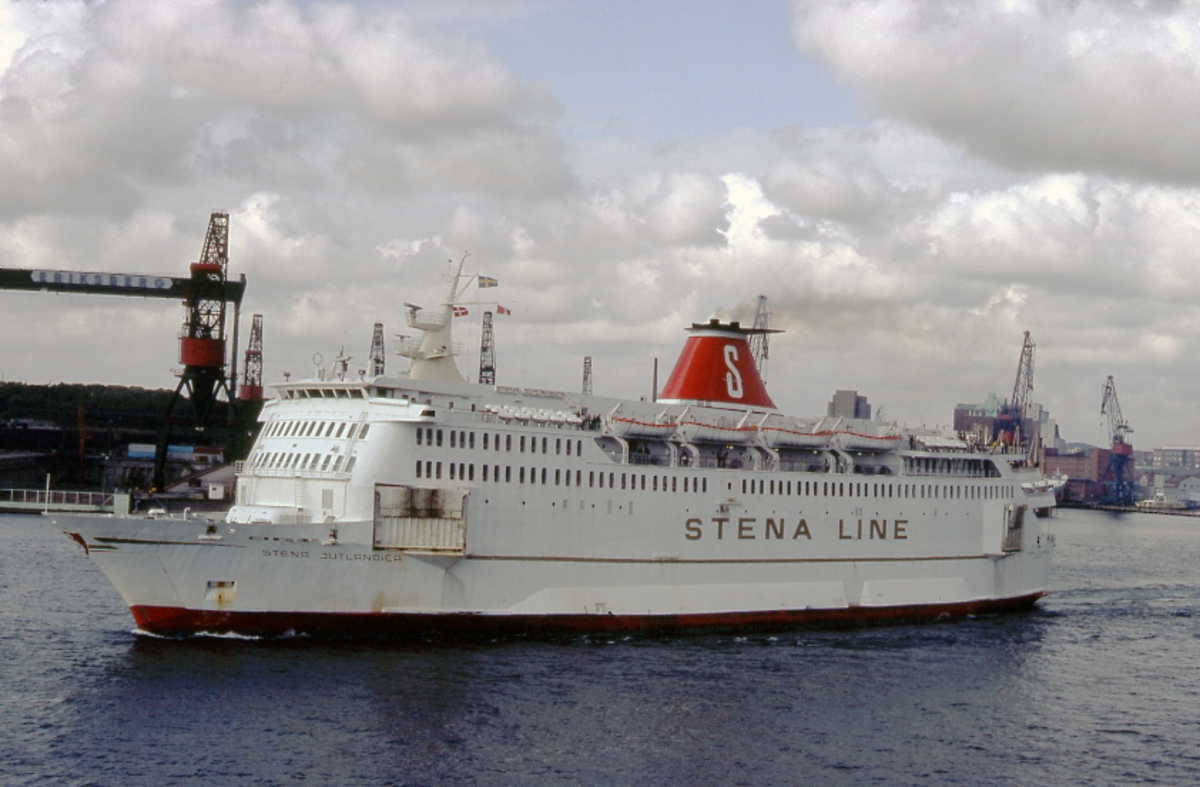
Stena Jutlandica (1973–1982).

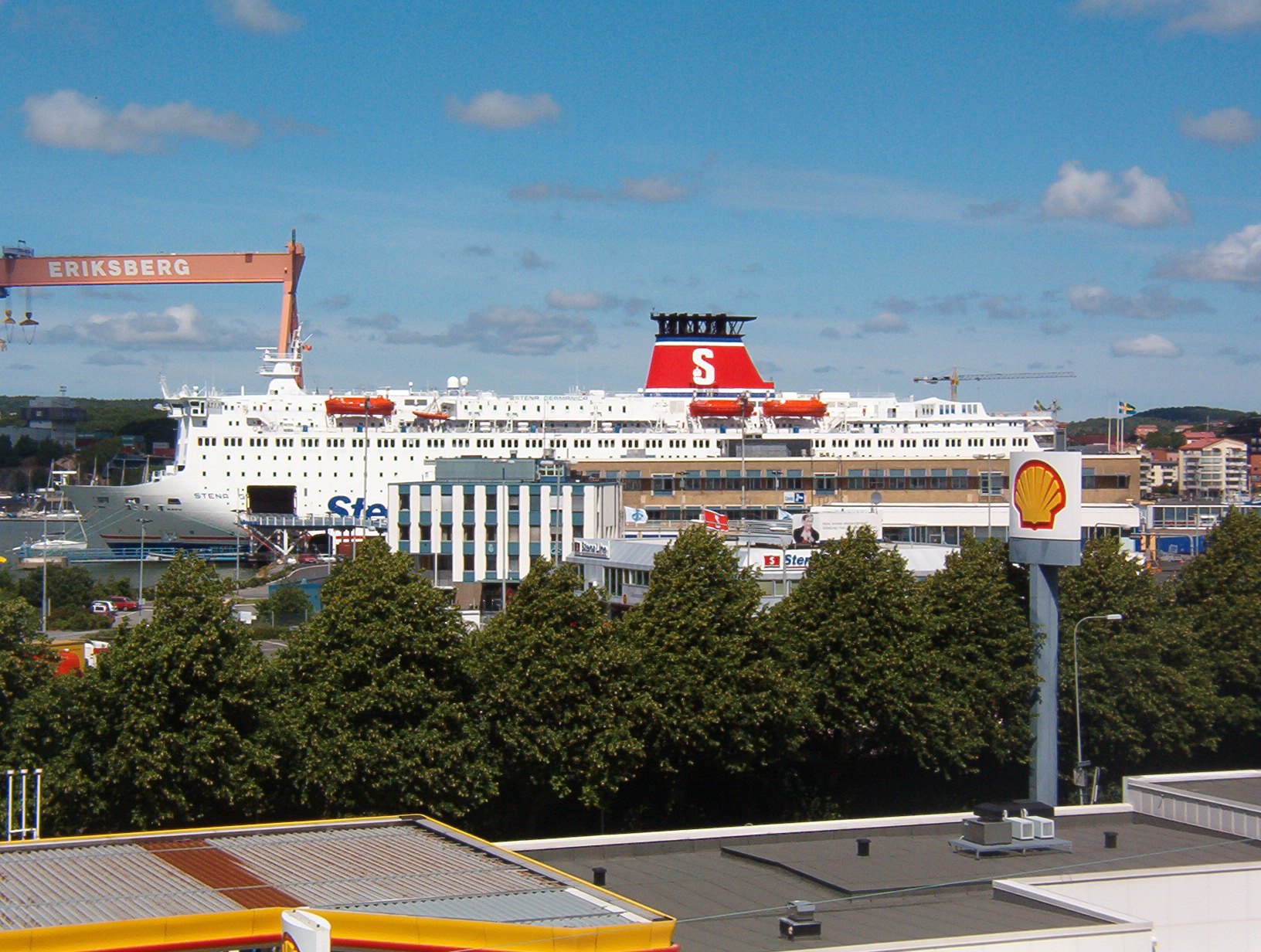
Stena Germanica i Göteborgs hamn.

### Historik
- 1963–1968 – Skagen II kom att bli Stena Lines första egna passagerarfartyg. Båten på 878 bruttoton byggdes 1924 på Oskarshamns mekaniska Verkstad och hette först Visby. Hon köptes 1963 för 105 000 kronor, och byggdes därefter om av Götaverken då hon också bytte namn. Hennes första tur gick den 17 juli 1963 på Lysekil–Skagen-linjen. Skagen II skrotades i Ystad 1968.[10]
- 1963–1965 – Skagen 1.
- 1963–1965 – Isefjord var den första bilfärjan och kunde ta 50 bilar. Hon byggdes 1935 av A/S Aalborg Maskin- og Skibsbyggeri för dansk inrikestrafik och var på 622 bruttoton. Fartyget köptes på sommaren 1963 och gick i trafik mellan Nakskov och Kiel från augusti samma år. År 1967 såldes Isefjord till Italien. Efter ombyggnad gick hon under namnet Agostino Lauro under många år i trafik på öarna utanför Neapel.[11]
- 1964–1966 – Wappen.
- 1964–1972 – Poseidon var det första passagerarfartyget som Stenakoncernen lät bygga. Hon var på 1 363 bruttoton och byggdes på Ulstein Mek. verkstad A/S i Norge. Hon kunde ta 600 passagerare men hade inget bildäck. I slutet av 1972 såldes Poseidon till det franska rederiet Vedettes Amoricaines i Brest, där hon sattes i trafik över Engelska kanalen. Därefter bytte hon ägare ett flertal gånger.[12]
- 1965–1969 – Stena Danica (1) var första båten med namnet Stena i. Det var en påkostad så kallad medeldistansfärja som byggdes 1965 på varvet Ateliers et Chantiers de la Seine-Maritime i Frankrike. Hon kunde ta 1 000 passagerare och 120 bilar samt vägde 2 700 bruttoton. Stena Danica kom i trafik den 24 juni 1965 i Kattegatt-trafiken. På sensommaren samma år infördes för första gången namnet Stena Line, vilket ersatte Skagen-Linjen. I mars 1969 såldes båten till kanadensiska statsjärnvägarna som lät henne gå på linjen Cape Tormentine–Port Borden i St. Lawrencefloden. Vid en senare namnändring fick hon heta Lucy Maud Montgomery.[13]
- 1965–1973 – Stena Nordica (1) var närmast identisk med Stena Danica (1) och levererades den 30 juni 1965. Hon vägde 2 612 bruttoton och byggdes vid varvet Ateliers et Chantiers de la Seine-Maritime i Frankrike. Fartyget kunde ta 1 000 passagerare samt 120 bilar. Hon såldes 1973 till Consolidata de Ferrys C.D. (Conferrys), Caracas i Venezuela för trafik mellan Puerto la Cruz och Punta de Piedras på Margarita Island. I maj 1980 började Santa Ana – som hon döptes om till – att brinna utanför Puerto, övergavs och drev iland utanför Isla Cubagua där hon blev liggande under många år.[14]
- 1966–1970 – Stena Baltica byggdes 1966 vid A/S Langesund Mek. Verkstad i Langesund i Norge för trafik mellan Tyskland och Danmark. Hon vägde 1 156 bruttoton, tog 500 passagerare och 90 bilar. Stena Baltica såldes 1988 till det italienska rederiet Libera Nav Lauro (Linee Lauro). Från våren 1989 gick hon i trafik under namnet Heidi med italiensk flagg runt Neapel.[15]
- 1967–1979 – Stena Germanica (1) kom att bli stilbildande för det Stena Line som växte fram. Hennes karaktäristiska linjer utgjorde under lång tid en slags vinjett för Stena Lines färjetrafik. I mitten av november 1964 hade Stena träffat avtal med staden Kiel om att starta färjetrafik mellan Kiel och Göteborg. Två snabba bilfärjor beställdes av Framnäs Mekaniska Verkstad i Sandefjord i Norge. Stena Germanica (1) döptes vid Stenpiren i Göteborg den 21 april 1967 av fru Helga Renger, maka till Stadtrat Rolf Renger i Kiel. Hon vägde 5 072 bruttoton, tog 1 300 passagerare och 220 bilar. Fartyget kom i trafik på Kiel-linjen den 24 april.[16]

### Skandinavien
- Stena Danica (Göteborg–Frederikshavn), Kombi
- Stena Jutlandica (Göteborg–Frederikshavn), RoPax
- Stena Vinga (Göteborg–Frederikshavn), RoPax
- Stena Nautica (Halmstad–Grenå), RoPax
- Stena Germanica (Göteborg–Kiel), RoPax
- Stena Scandinavica (Göteborg–Kiel), RoPax
- Mecklenburg-Vorpommern (Trelleborg–Rostock), RoPax
- Skåne (Trelleborg–Rostock), RoPax
- Stena Vision (Karlskrona–Gdynia), Kombi
- Stena Spirit (Karlskrona–Gdynia), Kombi
- Stena Nordica (Karlskrona–Gdynia), RoPax

### Baltikum
- Urd (Nynäshamn–Hangö), Ropax
- Stena Gothica (Nynäshamn–Hangö), RoPax
- Stena Scandica (Nynäshamn–Ventspils), Ropax
- Stena Baltica (Nynäshamn–Ventspils), Ropax
- Stena Flavia (Travemünde–Liepaja), Ropax
- Stena Livia (Travemünde–Liepaja), Ropax

### Nordsjön
- Stena Hollandica (Hoek van Holland–Harwich), RoPax
- Stena Britannica (Hoek van Holland–Harwich), RoPax
- Misana (Rotterdam–Harwich), Ropax
- Somerset (Rotterdam–Harwich), Ropax
- Stena Transporter (Hoek van Holland–Killingholme), Ropax
- Stena Transit (Hoek van Holland–Killingholme), Ropax
- Stena Misida (Rottendam–Killingholme)
- Stena Forerunner (Rottendam–Killingholme)

### Irländska sjön
- Stena Superfast VII (Cainryan–Belfast), Ropax
- Stena Superfast VIII (Cairnryan–Belfast), Ropax
- Stena Superfast X (Holyhead–Dublin), Ropax
- M/S Stena Adventurer (Holyhead–Dublin), RoPax
- Stena Lagan (Liverpool–Belfast), Ropax
- Stena Mersey (Liverpool–Belfast), Ropax
- Stena Forecaster (Liverpool–Belfast)
- Stena Scotia (Heysham–Belfast), Ropax
- Stena Hiberna (Heysham–Belfast)
- M/S Stena Europe (Fishguard–Rosslare), Kombi
- Stena Horizon (Rosslare–Cherbourg), Ropax